# 束序苎麻
束序苎麻（学名：Boehmeria siamensis）是荨麻科苎麻属的植物。分布在越南、泰国、老挝以及中国大陆的贵州、云南、广西等地，生长于海拔400米至1,700米的地区，常生于山地阳坡灌丛中和疏林中，目前尚未由人工引种栽培。
种加名 siamensis 意为“暹罗的”。

## 别名
八楞马、大接骨、大糯叶、双合合（云南）